# Multifidella
Multifidella es un género de foraminífero bentónico de la subfamilia Eggerellinae, de la familia Eggerellidae, de la superfamilia Eggerelloidea, del suborden Textulariina y del orden Textulariida. Su especie tipo es Clavulina communis var. nodulosa. Su rango cronoestratigráfico abarca desde el Mioceno hasta la Actualidad.

## Discusión
Clasificaciones previas incluían Multifidella en la superfamilia Textularioidea, del suborden Textulariina y del orden Textulariida.

## Clasificación
Multifidella incluye a las siguientes especies:
- Multifidella huanghaiensis
- Multifidella nodulosa